# Indian Head
Indian Head és una població dels Estats Units a l'estat de Maryland. Segons el cens del 2000 tenia 3.422 habitants.

## Demografia
Segons el cens del 2000, Indian Head tenia 3.422 habitants, 1.222 habitatges, i 888 famílies. La densitat de població era de 1.074,2 habitants/km².
Dels 1.222 habitatges en un 44,3% hi vivien nens de menys de 18 anys, en un 43,5% hi vivien parelles casades, en un 22,9% dones solteres, i en un 27,3% no eren unitats familiars. En el 21,1% dels habitatges hi vivien persones soles el 5,8% de les quals corresponia a persones de 65 anys o més que vivien soles. El nombre mitjà de persones vivint en cada habitatge era de 2,8 i el nombre mitjà de persones que vivien en cada família era de 3,26.
Per edats la població es repartia de la següent manera: un 33% tenia menys de 18 anys, un 8,4% entre 18 i 24, un 34,3% entre 25 i 44, un 16,7% de 45 a 60 i un 7,6% 65 anys o més.
L'edat mediana era de 31 anys. Per cada 100 dones de 18 o més anys hi havia 87 homes.
La renda mediana per habitatge era de 42.702 $ i la renda mediana per família de 48.375 $. Els homes tenien una renda mediana de 35.625 $ mentre que les dones 31.451 $. La renda per capita de la població era de 18.778 $. Entorn del 9,9% de les famílies i l'11,5% de la població estaven per davall del llindar de pobresa.

## Poblacions properes
El següent diagrama mostra les poblacions més properes.